# Elly Heuss-Knapp

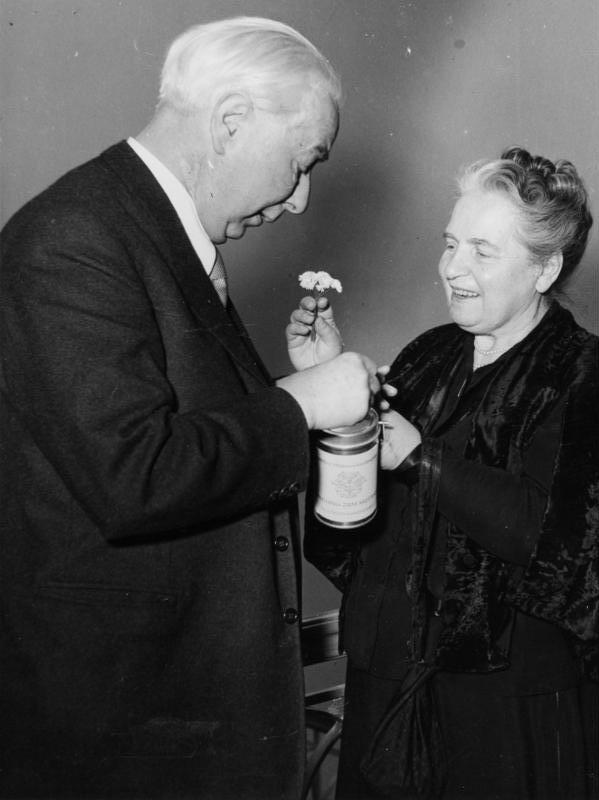
Elly Heuss-Knapp mit ihrem Mann Theodor Heuss (1950)

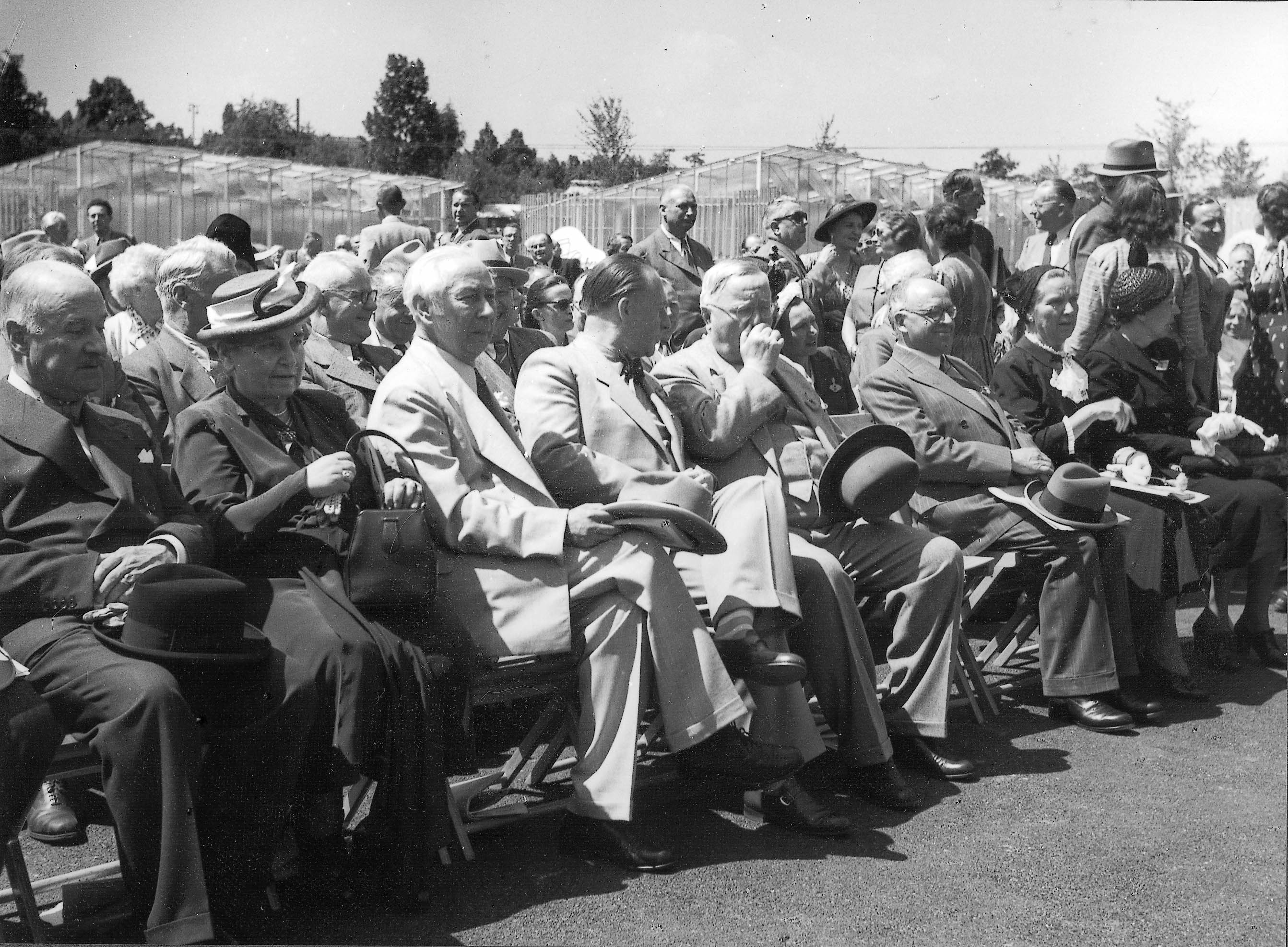
Theodor Heuss und Elly Heuss-Knapp beim Besuch der Deutschen Gartenschau in Stuttgart, 3. Juni 1950

Elisabeth Eleonore Anna Justine „Elly“ Heuss-Knapp (geborene Knapp; * 25. Januar 1881 in Straßburg, Deutsches Reich; † 19. Juli 1952 in Bonn) war eine deutsche Politikerin und die Gründerin des Müttergenesungswerks. Sie war die Frau des ersten deutschen Bundespräsidenten Theodor Heuss.

## Leben

### Herkunft
Elly Knapp wurde 1881 als zweite Tochter der aus Georgien stammenden Lidia Korganow (1849–1925) und des Nationalökonomen Georg Friedrich Knapp geboren. Ihre ältere Schwester Marianne wurde 1879 geboren. Ihr Vater lehrte von 1874 bis 1918 an der Universität Straßburg. Er war ein Sohn des Chemikers Friedrich Ludwig Knapp und dessen Ehefrau Katharina Elisabeth, geborene Liebig, Schwester des Chemikers Justus von Liebig. Elly Knapp war somit die Großnichte von Justus von Liebig.
Kurz nach Ellys Geburt wurde bei der Mutter eine psychische Erkrankung festgestellt, sodass diese in Sanatorien untergebracht werden musste. Da sich Georg Friedrich Knapp aus beruflichen Gründen nicht um die beiden kleinen Kinder kümmern konnte, brachte er seine Tochter Elly im Alter von vier Monaten nach Braunschweig zu seinen Eltern, um sie von ihnen aufziehen zu lassen. Elly Knapp wurde kurz darauf im Braunschweiger Dom getauft. Als sie etwa zwei Jahre alt war, holte sie ihr Vater zurück nach Straßburg. Bis zum Tode ihres Großvaters Friedrich Ludwig Knapp 1904 verband beide eine innige Verbindung, so besuchte sie ihn oft in den Sommerferien.

### Ausbildung
1899 legte Elly Knapp das Lehrerinnenexamen ab und arbeitete seit 1900 an einer so genannten Fortschrittsschule (für Mädchen, die nur die siebenjährige Volksschule besucht hatten) in Straßburg, deren Mitbegründerin sie war. Knapp schätzte das Werk von Friedrich Naumann sehr. 1905 studierte sie Volkswirtschaftslehre in Freiburg und Berlin und begann, erste politische Vorträge zu halten. 1906 beteiligte sie sich als Studentin freiwillig an der Vorarbeit für die große Heimarbeits-Ausstellung, bei der es unter anderem um das System der Zwischenmeister, der Verleger und um die Möglichkeit von Tarifverträgen und Mindestlöhnen ging. Bald begann sie, eine Reihe von Vorträgen diesem Thema zu halten.

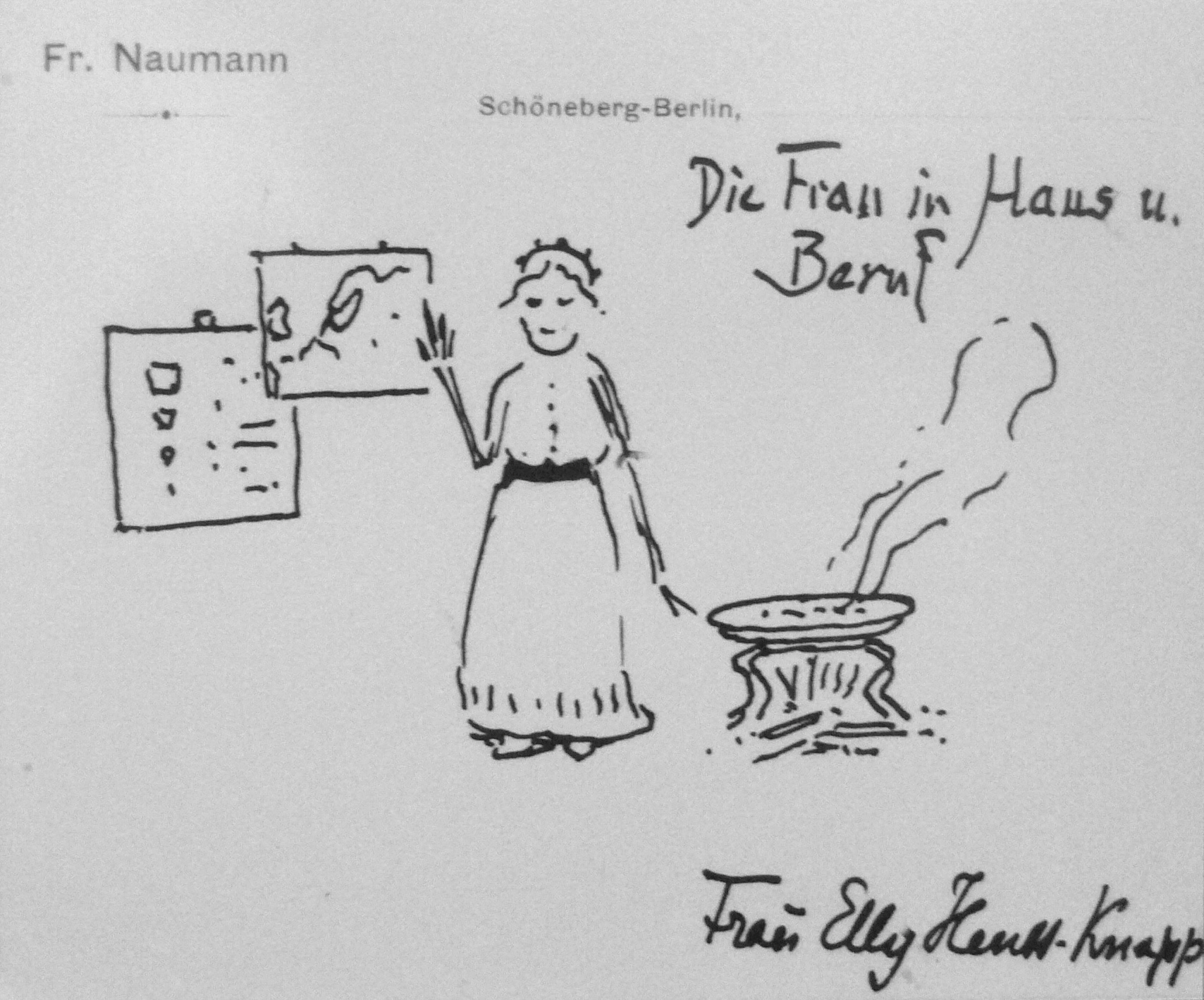
Karikatur über Elly Heuss-Knapp als „Die Frau in Haus u. Beruf“ von Friedrich Naumann

### Ehe und Familie
1908 heiratete Elly Knapp den Journalisten Theodor Heuss, einen Mitarbeiter Friedrich Naumanns. Sie wurden in Straßburg getraut. Die standesamtliche Trauung vollzog der Straßburger Bürgermeister Rudolf Schwander, die kirchliche Trauung am 11. April 1908 Albert Schweitzer, der ein Freund Elly Knapps war. 1910 wurde Ernst Ludwig Heuss geboren, das einzige Kind der Eheleute. Diese Geburt verlief mit Komplikationen und endete beinahe tödlich. In der Folge konnte Elly keine weiteren Kinder bekommen.

### Tätigkeiten
Ab 1922 begann Heuss-Knapps theologisches Interesse vor allem an der Bibelkunde und die Mitarbeit in der evangelischen Gemeinde von Pfarrer Otto Dibelius.
Mit der Machtübernahme der NSDAP erhielt Heuss-Knapp ein Auftrittsverbot und ihr Mann, der mittlerweile als Dozent arbeitete, Berufsverbot. In ihrem Hause trafen sich Verfolgte und Gegner der NS-Diktatur wie beispielsweise der Pfarrer Martin Niemöller. In dieser Zeit begann Heuss-Knapp, schriftstellerisch und – vermittelt durch den Cousin Hermann Geiger, Inhaber der Firma Wybert – in der Werbung tätig zu werden. Mit ihrer Arbeit ernährte sie die Familie. Sie revolutionierte die Radiowerbung, die bis dahin nur aus dem Ablesen von Zeitungsanzeigen bestand, und gilt als Erfinderin des Jingles als akustisches Warenzeichen eines Unternehmens. Diese Idee ließ sich Heuss-Knapp patentieren und setzte sie auch für andere Unternehmen und Produkte ein; etwa für Nivea, Erdal, Kaffee Hag, Blaupunkt und Persil. Die Autobiografie Ausblick vom Münsterturm erschien in der Erstauflage 1934, in einer Neuauflage 1941: Ausblick vom Münsterturm, Erlebtes aus dem Elsaß und dem Reich, in einer Zweitauflage 1952. Das Ende des Krieges erlebten sie und ihr Mann in Heidelberg bei ihrer Schwester, der Malerin und Photographin Marianne Lesser-Knapp.

### Politik
Von 1946 bis 1949 war Heuss-Knapp Mitglied des Landtages von Württemberg-Baden – zunächst für die Demokratische Volkspartei (DVP) und später für die Freie Demokratische Partei (FDP), die 1948 durch den Zusammenschluss nationalliberaler und linksliberaler Gruppen entstand. Sie arbeitete im sozial-politischen Ausschuss, wo sie sich dafür einsetzte, dass schulpflichtige Kinder jeden Tag wenigstens eine Mahlzeit bekamen und die Schulklassen weniger als 50 bis 60 Schüler hatten. 
Elly Heuss-Knapp hatte sich – wie ihr Mann – bereits bei der Wahl zur Deutschen Nationalversammlung 1919 als Kandidatin für die DDP aufstellen lassen. Doch Platz 3 auf der Liste des Wahlbezirks Potsdam II reichte nicht für ein Mandat. Diese Wahl war die erste gesamtdeutsche, bei der auch Frauen ein Stimmrecht hatten. Heuss-Knapp kämpfte dafür, dass gezielt Frauen angesprochen werden sollten ohne Wahlwerbung der einzelnen Parteien.
Elly Heuss-Knapp wirkte gemeinsam mit ihrem Mann an der Gründung des Deutschen Rates der Europäischen Bewegung im Juni 1949 in Wiesbaden mit. Sie wurde Vizepräsidentin der Organisation.

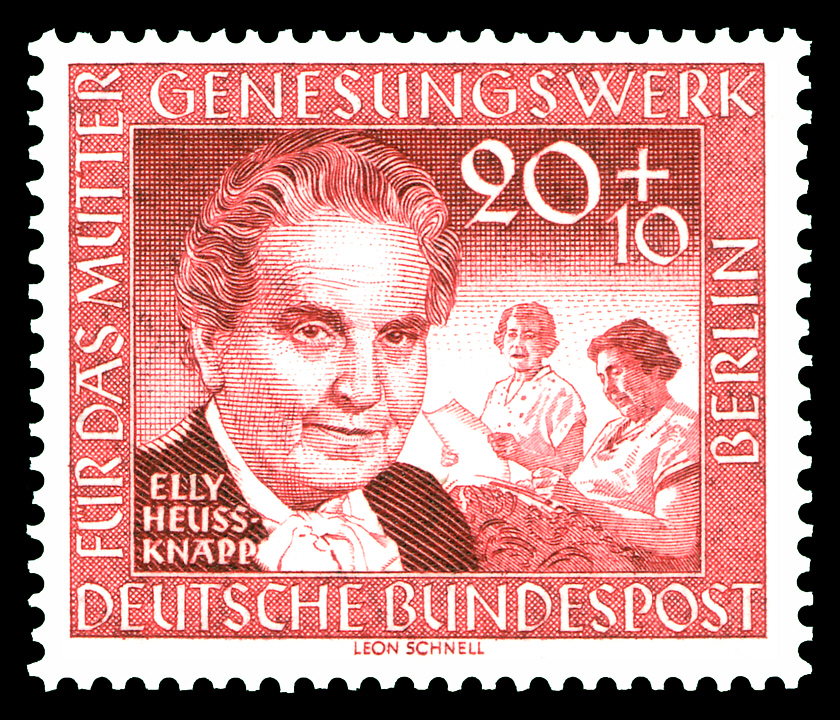
Heuss-Knapp auf einer Briefmarke der Deutschen Bundespost Berlin von 1957

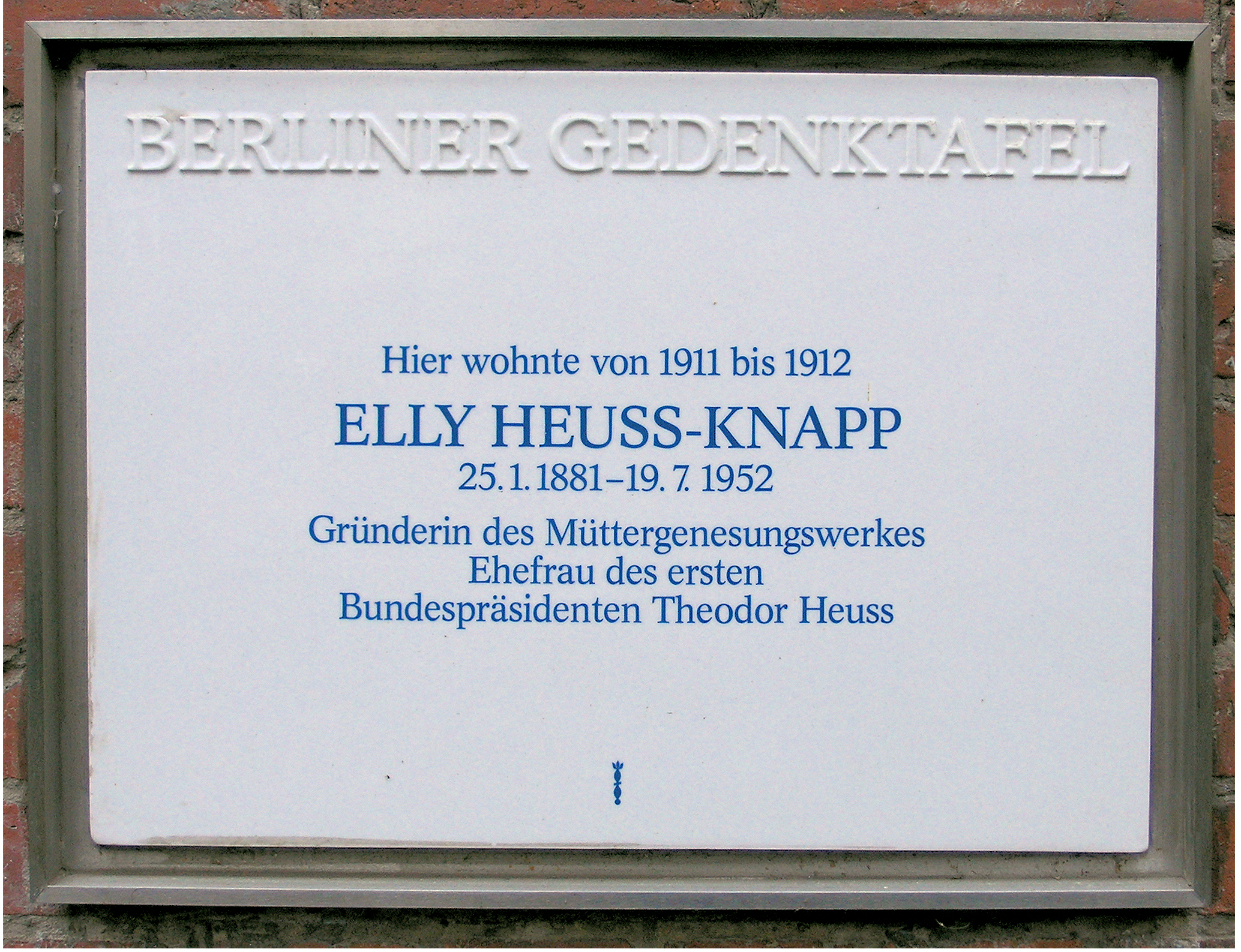
Gedenktafel am Haus Grillparzerstraße 15, Berlin-Steglitz

### Müttergenesungswerk
Elly Heuss-Knapp und Antonie Nopitsch gründeten 1950 das Deutsche Müttergenesungswerk (voller Name heute: Elly-Heuss-Knapp-Stiftung – Deutsches Müttergenesungswerk). 

### Tod / Beisetzung
Heuss-Knapp starb 1952 in der Universitätsklinik Bonn und wurde nach einem von Helmut Gollwitzer gehaltenen Trauergottesdienst in der Bonner Lutherkirche auf dem Waldfriedhof Stuttgart bestattet. Dazu verkehrte ein Sonderzug der Deutschen Bundesbahn.

## Ehrungen
Nach Elly Heuss-Knapp wurden zahlreiche Schulen und Straßen benannt, u. a. die Elly-Heuss-Knapp-Schule in Darmstadt sowie Gymnasien in Duisburg, Wiesbaden, Düsseldorf, Heilbronn/Neckar, Stuttgart und Weiden. Straßen gibt es u. a. in Büdelsdorf. Am Fuß der Karlshöhe in Stuttgart steht der Elly-Heuss-Knapp-Brunnen. 
Die baden-württembergische Landtagspräsidentin Muhterem Aras hat einen der vier Säle im Bürger- und Medienzentrum des Landtags von Baden-Württemberg nach ihr benennen lassen.

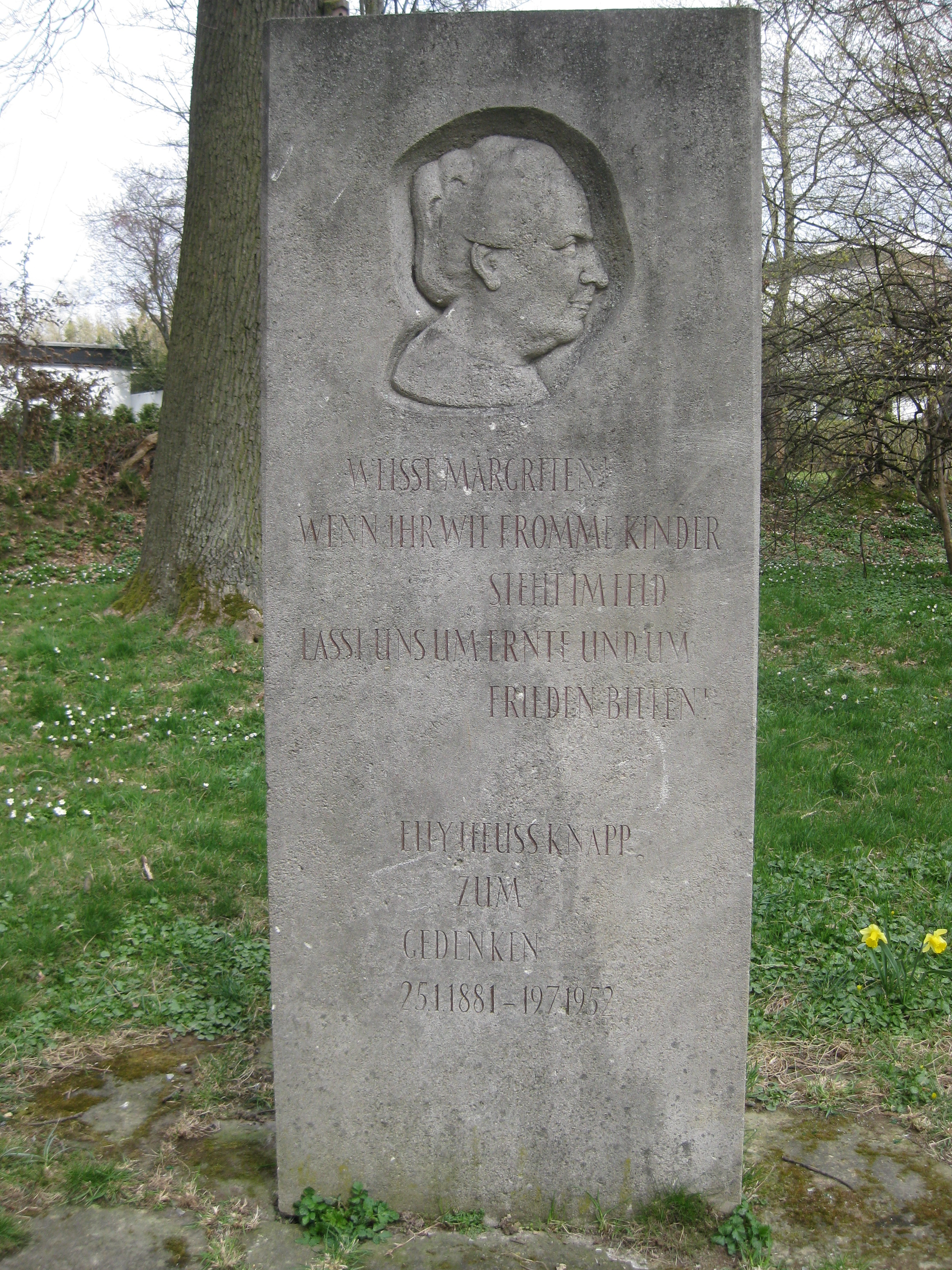
Stuttgarter Gedenkstein

### Stuttgarter Gedenkstein
1955 wurde im Eichenhain in Sillenbuch ein Gedenkstein für Frau Elly Heuss-Knapp eingeweiht. Unter den Teilnehmenden der Veranstaltung waren u. a. ihr Mann, der damalige Bundespräsident Theodor Heuss, der Landesbischof Martin Haug sowie mehrere Herausgeber von Stuttgarter Zeitungen. Der Gedenkstein wurde nach einem Entwurf von Bildhauermeister Willy Schönfeld durch die Künstlerin Lore Nießner gestaltet. In der Gedenkrede von Oberbürgermeister Arnulf Klett wurde Elly Heuss-Knapp als kluge und gütige Frau gewürdigt.

## Schriften (Auswahl)
- Bürgerkunde und Volkswirtschaftslehre für Frauen, Voigtländer, Leipzig 1910.
- Schmale Wege, Wunderlich, Tübingen 1946.
- (Zusammen mit Georg Friedrich Knapp): Eine Jugend, Deutsche Verlags-Anstalt, 2., erw. Aufl. Stuttgart 1947.
- Ausblick vom Münsterturm. Erinnerungen, Wunderlich, Tübingen 1984, ISBN 3-8052-0086-2, 1. Auflage 1934; Neuauflage 1941 (mit zweitem Vorwort zur Begründung der Neuauflage).
- (Zusammen mit Margarethe Vater): Bürgerin zweier Welten, Wunderlich, Tübingen 1961 (Digitalisat).
- Rat und Tat. Nachklang eines Lebens, herausgegeben von Friedrich Kaufmann, Wunderlich, Tübingen 1964.